# Game Developers Conference

Logo der Developers Conference

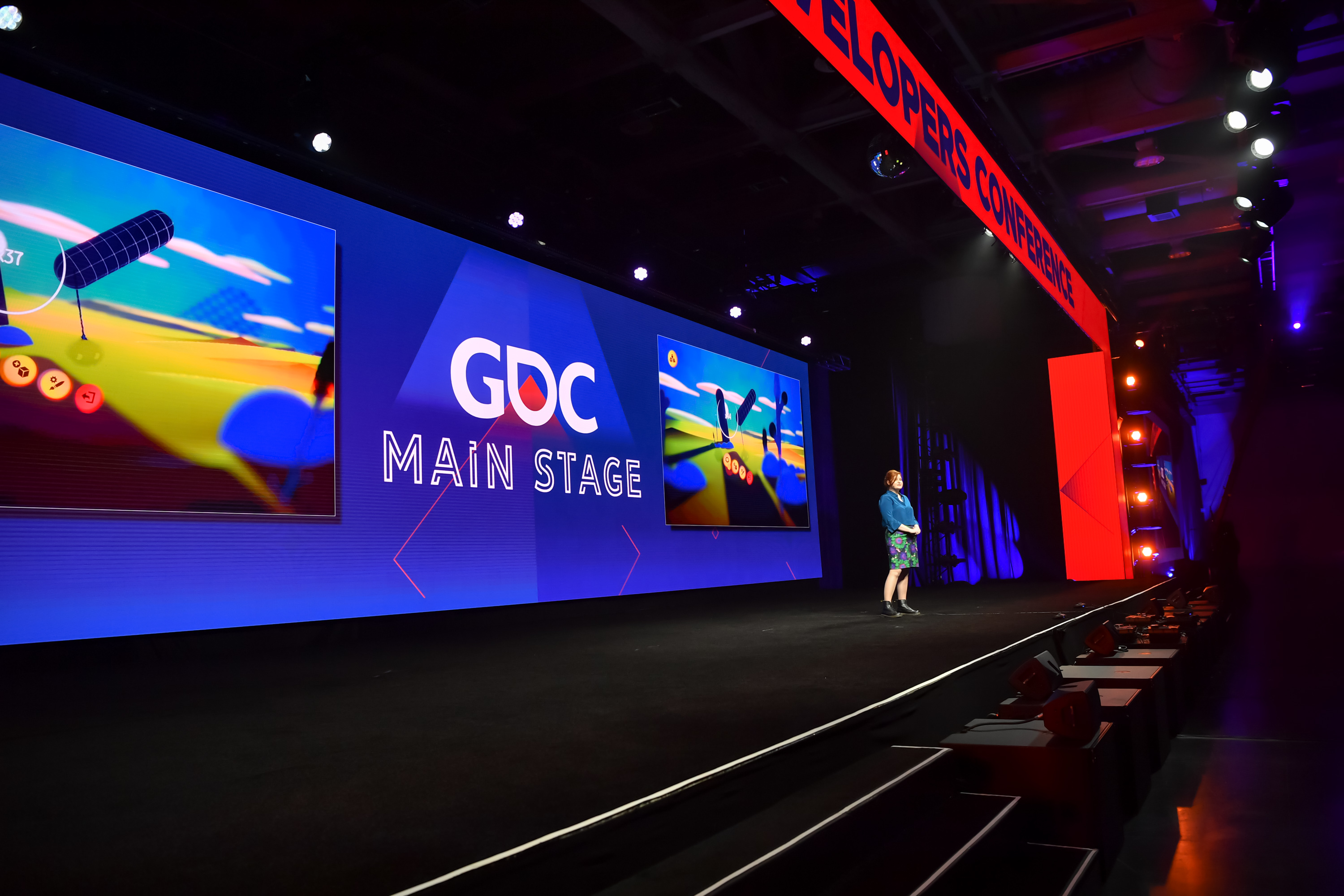
Die Hauptbühne der GDC, 2019

Die Game Developers Conference, kurz GDC, ist eine jährlich in San Francisco stattfindende Veranstaltung für die Entwickler von Computerspielen. Die GDC wurde 1987 von Chris Crawford unter dem Namen Computer Game Developers Conference (CGDC) begründet.
Bei der GDC sprechen Branchengrößen wie John Carmack, Peter Molyneux oder Tim Sweeney über die neuesten Technologien und Veränderungen im Markt.
Außerdem stellte auf der Game Developers Conference 1994 Microsoft die WinG API für Windows 3.1 einem breiteren Publikum an Entwicklern vor. Die mit ihr gemachten Erfahrungen flossen direkt in die Nachfolge API DirectX ein.
Hier gibt es Vorträge, in denen neue Technologien präsentiert und diskutiert werden. Zudem werden die neuesten Entwicklungen gezeigt und die Game Developers Choice Awards verliehen. Bei der GDC 2004 wurde etwa die Unreal Engine 3.0 der Öffentlichkeit gezeigt, die u. a. durch das Per-Pixel-Lighting, die hohe Polygon-Anzahl und durch die neuen Entwickler-Tools überzeugte.
Die GDC wird von den Medien begleitet. Dementsprechend finden sich im Internet im Laufe der Messe immer wieder Gespräche mit Entwicklern und Publishern.

## Regionale Konferenzen
Die GDC Europe fand im Vorlauf der gamescom auf der koelnmesse statt, zuletzt 2016. Der Veranstalter teilte Ende 2016 mit, dass die Veranstaltung nicht weiter fortgeführt und stattdessen die GDC in San Francisco ausgebaut werde.